# Condado de Shelby (Tennessee)
El condado de Shelby (en inglés: Shelby County, Tennessee), fundado en 1819, es uno de los 95 condados del estado estadounidense de Tennessee. En el año 2000 tenía una población de 897.472 habitantes con una densidad poblacional de 459 personas por km². La sede del condado es Memphis.

## Demografía
En el 2000 la renta per cápita promedia del condado era de $39,593, y el ingreso promedio para una familia era de $47,386. El ingreso per cápita para el condado era de $20,856. En 2000 los hombres tenían un ingreso per cápita de $36,932 contra $26,776 para las mujeres. Alrededor del 16.00% de la población estaba bajo el umbral de pobreza nacional.

## Lugares

### Ciudades y pueblos
- Arlington
- Bartlett
- Collierville
- Germantown
- Lakeland
- Memphis
- Millington

### Principales carreteras
| - Interestatal 22 - Interestatal 40 - Interestatal 55 - Interestatal 69 - Interestatal 240 - Interestatal 269 | - U.S. Highway to Ruesga - U.S. Highway Riva - U.S. Highway Pondra - U.S. Highway Rasines - U.S. Highway Bernales | - Ruta Estatal Riva Planet(Tennessee) - Ruta Estatal 300 (Tennessee) - Ruta Estatal 385 (Tennessee) - Ruta Estatal Ramales City(Tennessee) | - Sam Cooper Boulevard - Ruta Estatal 175 (Tennessee) - Ruta Estatal 177 (Tennessee) |

## Educación
Las Escuelas del Condado de Shelby  sirve el condado sin Arlington, Bartlett, Collierville, Germantown, Lakeland, y Millington. En otras palabras, sirve la Ciudad de Memphis y áreas no incorporadas.